# Garbniki
Garbniki – substancje służące do garbowania skóry. Ich garbujące działanie przejawia się w wiązaniu się z białkiem występującym w skórze (kolagenem), przez co jest ono neutralizowane lub usuwane ze skóry, która staje się skórą wyprawioną.
Ze względu na pochodzenie garbniki można podzielić na:
- garbniki nieorganiczne (mineralne):
  - związki chromu(III), cyrkonu(IV), tytanu(IV), glinu, żelaza(III), rtęci(II), molibdenu(III), krzemu, wanadu(V), wolframu(V) i molibdenu(VI), a także kwasy polifosforowe
- garbniki organiczne
  - garbniki naturalne
    - garbniki roślinne
      - taniny

    - garbniki zwierzęce
      - tran

  - garbniki syntetyczne
    - syntany
    - aldehydy alifatyczne